# Pavel Prach
Pavel Prach (* 17. srpna 1979) je český basketbalista hrající Národní basketbalovou ligu za tým A Plus OHL ŽS Brno BC. Hraje na pozici křídla.
Je vysoký 187 cm, váží 85 kg.

## Kariéra
- 1998 - 2005 : BK Děčín
- 2005 - 2007 : A Plus OHL ŽS Brno BC

## Statistiky
| Sezóna   | Soutěž      | Odehrané minuty | Průměr na zápas | Body | Průměr na zápas |
| -------- | ----------- | --------------- | --------------- | ---- | --------------- |
| 1998/99  | Mattoni NBL | 308.8           | 10.6            | 91   | 3.1             |
| 1999/00  | Mattoni NBL | 155.3           | 10.4            | 76   | 5.1             |
| 2000/01  | Mattoni NBL | 90.4            | 10.0            | 35   | 3.9             |
| 2001/02  | Mattoni NBL | 649.8           | 24.1            | 294  | 10.9            |
| 2002/03  | Mattoni NBL | 820.9           | 22.8            | 333  | 9.3             |
| 2003/04  | Mattoni NBL | 947.2           | 26.3            | 410  | 11.4            |
| 2004/05  | Mattoni NBL | 690.4           | 22.3            | 279  | 9.0             |
| 2004/05  | Český pohár | 16.7            | 16.7            | 3    | 3.0             |
| 2005/06  | Mattoni NBL | 861.6           | 24.6            | 349  | 10.0            |
| 2005/06  | Český pohár | 14.8            | 14.8            | 0    | 0.0             |
| 2006/07* | Mattoni NBL | 517.1           | 28.7            | 289  | 16.1            |

 *Rozehraná sezóna - údaje k 20.1.2007 